# Río Saale
El río Saale, también llamado Saale de Turingia o Saale sajón, es un río que fluye en dirección norte por el centro-norte de Alemania. Con 413 km de longitud, nace cerca de Zell, en la sierra de Fichtelgebirge, y desemboca en el río Elba, del cual es su segundo afluente más largo e importante.

## Recorrido y afluentes
El río Saale nace al norte del estado de Baviera, en la Fichtelgebirge (sierra de los abetos), entre Zell y Bad Weißenstadt. Recorre también los de Turingia y Sajonia-Anhalt, pasando por las ciudades de Hof, Saalfeld, Rudolstadt, Jena, Naumburgo, Weissenfels, Merseburgo, Halle y desembocando en el Elba cerca de Barby.
Desde el año 1990 más de cien de los primeros kilómetros de este río constituyen una de las vías de transporte fluvial nacional de Alemania.
Durante su recorrido tiene decenas de afluentes. Entre los más largos están el Elster Blanco (con 250 kilómetros), el Unstrut (192), el Bode (169), el Ilm (129) y el Wipper (85). Otros de ellos son el Selbitz, el Schwarza, el Salza, el Wisenta, el Orla o el Loquitz, por ejemplo.

## Galería

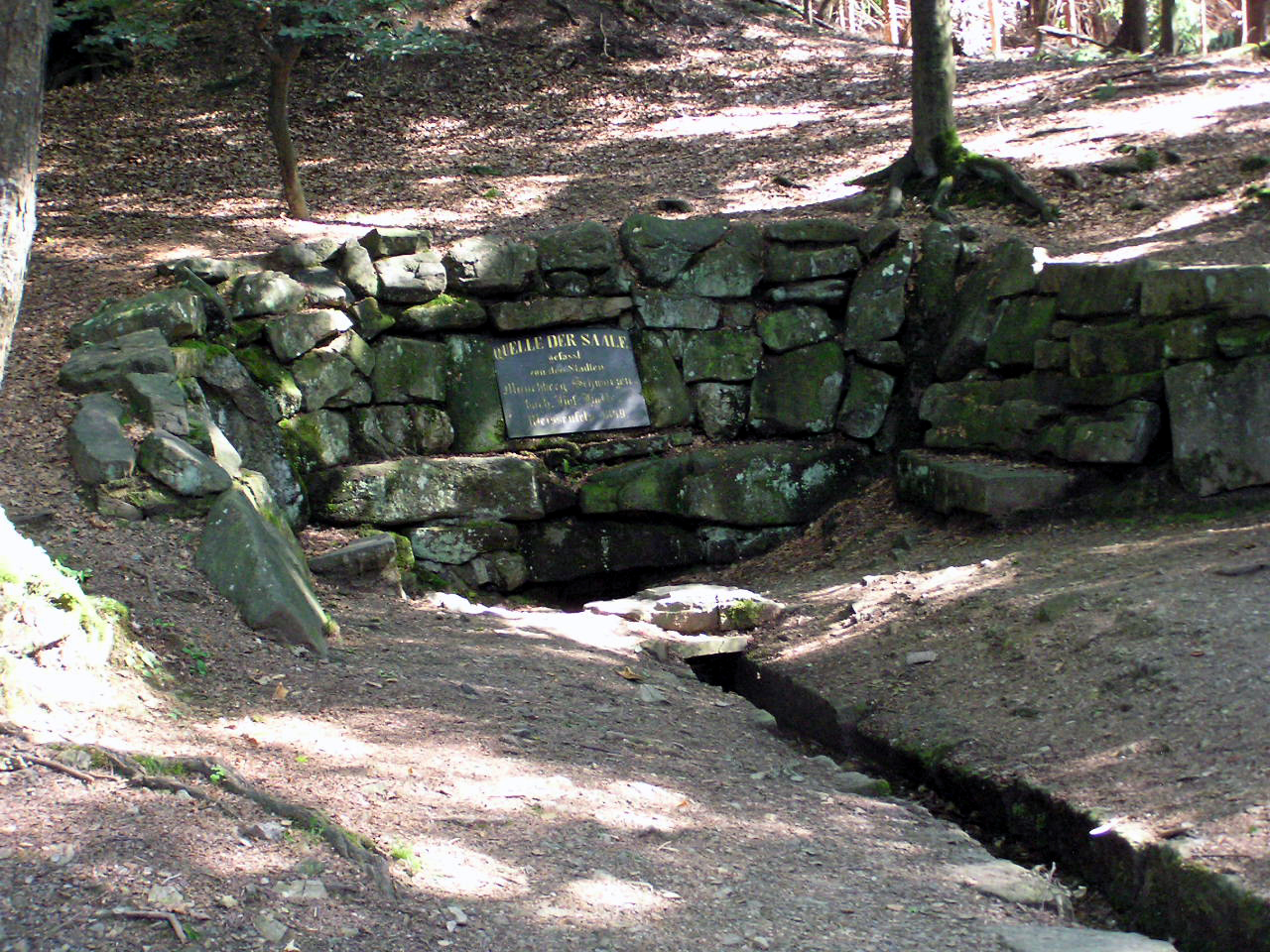
La fuente en Zell, Baviera.
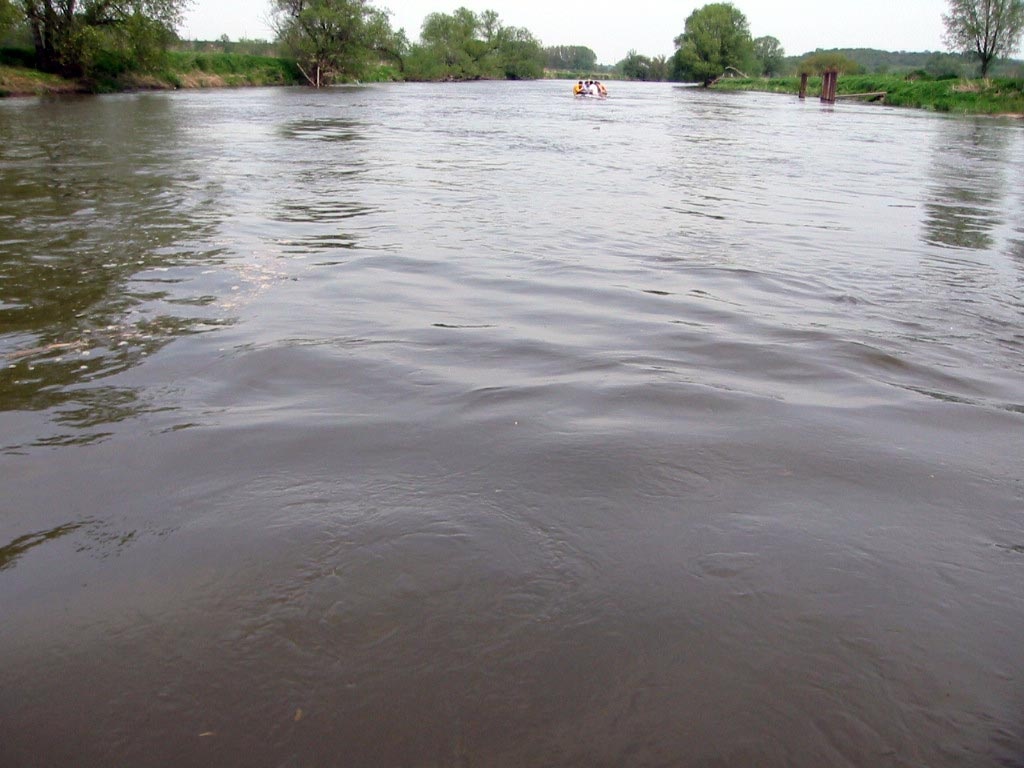
El río en Leissling, cerca de Weissenfels (Alemania).

## Embalses
Algunos de los embalses del Saale sonː
- El Bleilochtalsperre
- El Talsperre Burgkhammer
- El Talsperre Walsburg
- El Hohenwarte-Stausee
- El Talsperre Eichicht